# GetJet Airlines
GetJet Airlines (auch Oro Taksi, UAB) ist eine litauische Charterfluggesellschaft mit Sitz in Vilnius und Basis auf dem Flughafen Vilnius.

## Geschichte
GetJet Airlines wurde 2016 gegründet und nahm den Betrieb mit einer Boeing 737-400 auf. Bis zum Ende des Jahres 2017 wuchs die Flotte auf vier Boeing 737-400 und drei Boeing 737-300 an. Im Jahr 2018 wurden die ersten Airbus A320-200 übernommen, Anfang 2019 wurde mit einem Airbus A330-300 das erste Flugzeug des Typs in den baltischen Staaten in Betrieb genommen.
Mitte August 2019 gab GetJet Airlines bekannt, sich um ein maltesisches Luftverkehrsbetreiberzeugnis zu bemühen. Die Erteilung des AOC zu diesem Zeitpunkt gegen Anfang 2020 anvisierend, begründete GetJet Airlines den Schritt mit geringeren operationellen Risiken eines Betriebs in Malta und der erleichterten Erteilung einer Foreign Air Carrier Permit (FACP) vom US-Verkehrsministerium (DOT). Die Schwestergesellschaft erhielt den Namen Airhub Airlines und nahm im August 2020 den Betrieb auf.
Zum Beginn der Corona-Pandemie bestand die Flotte aus drei Boeing 737-400, fünf Airbus A319-100, fünf Airbus A320-200 und jenem Airbus A330-300. Infolge der Pandemie musste die Flotte verkleinert werden, sodass die alternden Boeing 737-400 und drei Airbus A319-100 im Laufe des Jahres 2020 abgegeben wurden. Im März 2022 musste GetJet Airlines infolge der Sanktionen gegen Russland die beiden verbliebenen Airbus A319-100 abstellen und einen Auftrag der TUI Baltics absagen, da die Flugzeuge der russisch-irischen Leasinggesellschaft GTLK gehörten. Kurz darauf wurden drei Boeing 737-800 in die Flotte aufgenommen.

## Flugziele
GetJet Airlines führt Charterflüge durch und verleast ihre Flugzeuge an andere Fluggesellschaften wie zum Beispiel TUIfly, Marabu, Icelandair oder Transavia.

## Flotte

### Aktuelle Flotte
Mit Stand April 2025 besteht die Flotte der GetJet Airlines aus 13 Flugzeugen mit einem Durchschnittsalter von 19,4 Jahren:
| Flugzeugtyp     | Anzahl | bestellt | Anmerkungen                             | Sitzplätze | Durchschnittsalter |
| --------------- | ------ | -------- | --------------------------------------- | ---------- | ------------------ |
| Airbus A320-200 | 07     |          | zwei inaktiv                            | 180        | 17,4 Jahre         |
| Airbus A321-200 | 01     |          |                                         | 220        | 21,3 Jahre         |
| Boeing 737-800  | 05     |          | mit Winglets ausgestattet; eine inaktiv | 186 189    | 21,8 Jahre         |
| Gesamt          | 13     | -        |                                         |            | 19,4 Jahre         |

### Ehemalige Flugzeugtypen
- Airbus A319-100
- Airbus A330-300
- Boeing 737-300
- Boeing 737-400

## GetJet Airlines Latvia
GetJet Airlines Latvia wurde Anfang 2021 gegründet und erhielt am 30. November 2022 ihre Betriebsgenehmigung.

### Flotte
Mit Stand April 2025 besteht die Flotte der GetJet Airlines Latvia aus einem Flugzeug mit einem Alter von 25,6 Jahren:
| Flugzeugtyp     | Anzahl | bestellt | Anmerkungen | Sitzplätze | Durchschnittsalter |
| --------------- | ------ | -------- | ----------- | ---------- | ------------------ |
| Airbus A320-200 | 1      |          |             | 180        | 25,6 Jahre         |
| Gesamt          | 1      | -        |             |            | 25,6 Jahre         |